# 韓南輝
韓南輝，廣東瓊州人，清朝軍事將領、同武進士出身。

## 生平
道光十二年（1832年），武舉中第；道光十三年（1833年），登三甲武進士，授海口营守备、电白右营守备等。其為清朝海南地區的唯一一位武進士。